# آتاناسیوس اسکندریه
آتاناسیوس (به انگلیسی: Athanasius of Alexandria) الاهی‌دان مسیحی، اسقف اسکندریه، از پدران کلیسا و یکی از رهبران نامی مصری در قرن چهارم میلادی بود. آتاناسیوس در اواخر قرن سوم میلادی به دنیا آمد. او در محضر اسقف اسکندریه، آلکساندر مشغول خدمت روحانی شد و سپس به مقام شماسی رسید. در شورای نیقیه نیز اسقف خود را همراهی می‌کرد. سرانجام وقتی آلکساندر در سال ۳۲۸ چشم از جهان فروبست، آتاناسیوس جانشین او شد و به مقام اسقفی اسکندریه رسید. او چهل و پنج سال در مقام اسقف خدمت کرد و در سال ۳۷۳ درگذشت.
آتاناسیوس کتاب‌های مورد تأیید عهد جدید را در میان بحث و جدل و هیاهوی فراوان در سال ۳۶۷ میلادی به جهان عرضه کرد. او معتقد بود برگزیده خدا و قابل اعتماد است و هیچ‌کس نمی‌تواند چیزی به کتاب مقدس بیفزاید یا چیزی را از آن حذف کند. اما مکاشفه یعقوب در میان متون تأیید شده نبود. به هر دلیل- تردید در صحت آن، شواهد بحث‌برانگیز یا حقایق ناخوشایند- کتاب غیرقانونی اعلام شد. به تازگی اما یک نسخه یونانی اصل از این نوشته‌ها پیدا شده‌است.

## فعالیت
مهم‌ترین مشغله آتاناسیوس مبارزه با آریانیسم بود. هرچند آریوس در نیقیه محکوم شده بود اما اکثر روحانیونِ اوریجنیستِ شرق اعتقادنامهٔ شورای نیقیه را قبول نداشتند. امپراتور نیز که بیش از هر چیز طالب اتحاد بود، در مورد راست‌دینی، برخوردی تسامح‌کارانه در پیش گرفت که می‌توانست عناصری تعدیل‌شده از نگرش آریوس را در بر بگیرد. آتاناسیوس به هیچ وجه با این برخورد موافق نبود. او الوهیت مسیح را اساس و بنیان ایمان مسیحی و آریانیسم را به معنای نابودی مسیحیت می‌دانست. او به هر وسیله‌ای که می‌توانست، از جمله سیاست‌های کلیسایی، علیه آریانیسم مبارزه می‌کرد. موضع سازش‌ناپذیر او، باعث عدم محبوبیتش در میان اسقفان و دولت‌مردان شد. از چهل و چهار سالی که در مقام اسقف خدمت می‌کرد، هفده سال آن را در پنج محل مختلف در تبعید به‌سر برد. از ایام تبعید، مهم‌ترین دوره، زمانی بود که بین سال‌های ۳۴۰ تا ۳۴۶ در رُم سپری شد. طی این دوره او و میزبانانش تأثیری عمده و متقابل بر یکدیگر گذاشتند. بعد از این دوران، او «دوران طلایی» خود را بین سال‌های ۳۴۶ تا ۳۵۶ در اسکندریه گذراند، جایی که توانست به‌شکل ممتد و بدون مزاحمت و تبعید در مقام اسقف خدمت کند.
آتاناسیوس حتی زمانی‌که همه چیز مایهٔ تضعیف او بود، استوار و ثابت‌قدم باقی‌ماند، اما می‌دانست کجا باید انعطاف‌پذیر باشد. جناح ضد آریان (کلیسای غرب، مکتب انطاکیه و آتاناسیوس) بر این باور بودند که خدا یک اقنوم یا وجود است، حال آنکه اکثریتِ اوریجنیستِ شرق باور داشتند که خدا سه اقنوم است. در شورای اسکندریه، در ۳۶۲ (که بین دو دورهٔ تبعید او تشکیل شد) تصویب کردند که هر دو تعریف را می‌توان به‌شکلی راست‌دینانه فهمید. اصلْ، موضوعِ موردِ اعتقاد است، نه نحوهٔ بیان آن؛ و این امر راه را برای ترکیب مفهوم Homoousios شورای نیقیه (پسر، هم‌ذات با پدر) و این حکمِ اوریجنیست‌ها که خدا سه اقنوم است، هموار کرد. پدران کاپادوکیایی نیز این تعریف را پذیرفتند و ترویج دادند، و در شورای قسطنطنیه در سال ۳۸۱ نیز به‌عنوان دیدگاه مسیحیتِ راست‌دین در مورد الوهیت پذیرفته شد.

## آثار
آتاناسیوس نویسنده‌ای پرکار بود و در مورد مسائل متنوعی دست به نگارش زد.
۱) آثار ضدآریانی - قسمت عمدهٔ آثار آتاناسیوس به مبارزه علیه آریانیسم اختصاص یافت. او از اوقات فراغتی که دوران تبعید نصیبش ساخته بود به‌خوبی استفاده می‌کرد. معروف‌ترین اثر او مجموعهٔ «خطابه‌هایی علیه آریان‌ها» است.
۲) آثار دفاعیاتی - آتاناسیوس اثری دفاعی نوشت در دو بخش: «علیه یونانی‌ها» و «تجسم کلمه». چنین گمان می‌رفت که این اثر در حدود سال ۳۱۸ یعنی قبل از مناقشهٔ آریانی نوشته شده باشد اما شواهد تاریخی نشان می‌دهند که این اثر احتمالاً طی نخستین دورهٔ تبعید او یعنی در سال ۳۳۵–۳۳۷ به نگارش درآمده است.
۳) نامه‌های عید پاک - آتاناسیوس هر سال نامه‌ای به کلیساهای مصر می‌نوشت تا در عید پاک خوانده شود. نامهٔ او برای عید پاک سال ۳۶۷ اهمیتی به‌سزا دارد زیرا برای اولین‌بار در این نامه اسامیِ کتب عهد جدید را به‌عنوان کانونِ عهد جدید نام می‌برد که دقیقاً شامل همان کتبی است که امروزه عهد جدید ما را تشکیل می‌دهند. این امر یکی از پی‌آمدهای مثبت اقامت آتاناسیوس در رُم و تأثیر متقابلی است که او و کلیسای آنجا بر یکدیگر داشتند.
۴) زندگی آنتونی - که آتاناسیوس او را به‌عنوان نخستین راهب معرفی می‌کند. در قرون دوم و سوم برخی زندگیِ مبتنی بر زهد و ریاضت داشتند، ازدواج نمی‌کردند، فقیرانه می‌زیستند و زندگی‌شان را وقف دعا و روزه کرده بودند. این افراد میان مردم می‌زیستند و «زاهدانِ خانگی» نامیده می‌شدند زیرا در بستر زندگیِ روزمره، زاهدانه می‌زیستند. اما در قرن چهارم، به‌تدریج که معیارهای اخلاقی کلیسا با پیوستن نو مسیحیان از زمینه‌های شرک و بت‌پرستی رو به افول گذارد، زاهدان از جامعه کناره گرفتند و عمدتاً در بیابان‌های سوریه و مصر مسکن گزیدند. آتاناسیوس می‌نویسد: «راهبان در کوه و بیابان حجره گرفتند و از قوم خود جدایی گزیدند و برای شهروندیِ ملکوتِ آسمان ثبت‌نام کردند.» برخی از این راهبان (چون آنتونی۱) در مکان‌هایی دورافتاده در انزوا، و برخی دیگر دور هم، و گروهی می‌زیستند؛ برخی نیز ترکیبی از این دو روش را در پیش گرفته بودند. کتاب آتاناسیوس به گسترش آرمان رهبانیت۲ مخصوصاً در غرب کمک بسیار کرد. این کتاب همچنین در ایمان آوردن آگوستین۳ نقش مهمی ایفا کرد.

## عقاید و اندیشه‌ها
آتاناسیوس به‌شدت از الوهیت مسیح دفاع می‌کرد زیرا دریافته بود که نجات و رستگاری مسیحیان بسته به آن است، زیرا فقط مسیحی الهی می‌تواند ما را نجات بخشد. او این موضوع را به تفصیل در کتاب «تجسم کلمه» بررسی می‌کند. یهودیان و مشرکین بر او اتهام زدند که تجسم و مصلوب شدن پسر خدا نامعقول و ناشایست است. اما آتاناسیوس در پاسخ استدلال می‌آورد که تجسم و مصلوب شدن مسیح، به‌جا، ضروری، و بسیار معقول است. زیرا فقط خالق این جهان است که می‌تواند آن را اصلاح کند، و این جز راه صلیب به‌هیچ طریق دیگر ممکن نبود.
ما دلیل تجسم اوییم. او ما را دوست داشت تا بدان حد که به‌خاطر نجات‌مان در جسم انسانی به دنیا آمد و در هیئت انسانی ظاهر شد … هیچ‌کس قادر نبود فساد یافته را به نافسادی تبدیل کند، جز خودِ منجی که در ابتدا هستی را از نیستی آفرید. هیچ‌کس نمی‌توانست انسانی خداگونه بازآفریند مگر آنکه خودْ صورتِ خدای پدر بود. هیچ‌کس نمی‌توانست فناپذیر را جاودانی کند مگر خداوند ما عیسای مسیح که خودْ حیات و زندگی است. هیچ‌کس جز «کلمه»، که نظم‌بخشِ جهان و پسر یگانهٔ پدر است، نمی‌توانست در مورد پدر به انسان‌ها بیاموزد و بت‌پرستی را براندازد. او به میان ما آمد زیرا کفارهٔ گناه آدمیان باید پرداخت می‌شد (زیرا همه باید می‌مردند). و پس از آنکه الوهیتش را با اعمالش ظاهر ساخت، معبد (بدن) خود را به‌جای همهٔ آدمیان، چونان قربانی تسلیم مرگ کرد؛ و چنین کرد تا آدمیان را از زیر بار تقصیر گناه نخستین آزاد سازد و ثابت کند که بر مرگ نیز اقتدار دارد، و نشان دهد که بدنش نوبر رستاخیزِ جمیع آدمیان از مرگ، و فسادناپذیر است … پس دو معجزه هم‌زمان صورت گرفت: نخست جمیع آدمیان با مرگ جسمانیِ خداوند مردند، و دیگر آنکه به‌واسطهٔ اتحاد کلمه با آنْ، مرگ و فساد نابود شد … با مرگ او همه از نامیرایی و جاودانگی بهره یافتند، و با انسان شدنِ کلمه، مشیّتِ مقرر برای کائناتْ، و خالق و سرورشان، یعنی خودِ کلمهٔ خدا، بر همگان آشکار شد. او انسان شد تا ما آدمیان، الهی شویم، خود را در بدنی انسانی آشکار ساخت تا ما بتوانیم پدر نادیده را بشناسیم، و بی‌حرمتیِ آدمیان را تحمل کرد تا ما وارث نامیرایی و جاودانگی شویم.
تجسم کلمه ۴، ۲۰، ۵۴
ایدهٔ «خداگونه‌شدن» تأثیر تفکر یونانی بر آتاناسیوس را نشان می‌دهد. این تأثیر در اثر دفاعیِ دوبخشی او بیشتر به چشم می‌خورد. آدم۴ پیش از سقوط، چون فیلسوفی یونانی تصویر شده که در «کلمه»، که صورت پدر است، تأمل و تفکر می‌کرد، و فکرش مستقل از جسمش بود. او بر تمام خواهش‌ها و احساساتش تعالی یافته بود و در «واقعیت عقلانی» تأمل و تعمق می‌کرد. اما از واقعیت عقلانی روی گرداند و بر جسم و خواهش‌های آن متمرکز شد، بنابراین در دام تمایلات جسمانی سقوط کرد. این تعریف از سقوط، همان‌قدر از فلسفهٔ یونان و اوریجن تأثیر یافته که از کتاب‌مقدس.
آتاناسیوس مجموعه‌ای از استدلالات را علیه آریانیسم به‌کار می‌گیرد. استدلال او در وهلهٔ نخست مبتنی بر کتاب‌مقدس است، و در مورد الوهیت مسیح دلایلی کتاب‌مقدسی می‌آورد. همچنین به استدلالات آریان‌ها که با تکیه بر کتاب‌مقدس ارائه شده بود پاسخ می‌دهد. آنها بخش‌هایی از کتاب‌مقدس را نقل می‌کردند تا ثابت کنند پسر فروتر از پدر است. آتاناسیوس این قسمت‌ها را مختص بُعد انسانیِ شخصیت مسیح می‌داند نه بُعد ازلی شخصیت او به‌عنوان خدا. همچنین به پرستش عیسای مسیح در عهد جدید و در دوران خودْ، اشاره می‌کند، که اگر عیسی مخلوق بود، شرک و بت‌پرستی تلقی می‌شد. از سوی دیگر در کتاب «تجسم کلمه» استدلال می‌کند که تنها خدا قادر است ما را نجات بخشد؛ و بالاخره این استدلال فلسفی را می‌آورد که خدا هرگز غیرعقلانی نبوده‌است، به این معنا که هرگز جدا از «کلمه» یا «خِرَدِ» خود نبوده‌است.
اگر او (کلمه) مخلوق بود، او را نمی‌پرستیدند و در کتاب‌مقدس نیز از او سخنی به میان نمی‌آمد. او به‌یقین مولودِ ذاتِ خدا است، همو که ما می‌پرستیم، و ذاتاً پسر خدا است و نه مخلوقِ او؛ بنابراین باید او را بپرستیم و ایمان بیاوریم که او خدا است … پرتو خورشید از آنِ خورشید است بدون آنکه ذات و جوهرش منقسم و نازل‌تر شود. چنان‌که ذات و جوهر خورشید کامل و بسیط است پرتو آن نیز کامل و بسیط است. پرتو خورشید از جوهر نور نمی‌کاهد بلکه به‌یقین مولود آن است. ما بر این باوریم که به همین شکل، پسر، نه از خارج، بلکه از ذات پدر است. پدر کامل و باقی است و «خاتم جوهرش» (عبرانیان ۱:۳) نیز ازلی و جاودانه‌است و شباهت تغییرناپذیرش به پدر را حفظ می‌کند. خطابه‌هایی علیه آریان‌ها ۲:۲۴، ۳۳
آتاناسیوس همچنین نخستین کسی است که توجهی جدی به جایگاه و مقام روح‌القدس مبذول داشت. تا اواسط قرن چهارم فقط رابطهٔ پدر و پسر مورد توجه بود. اشارهٔ ساده و کوتاه اعتقادنامهٔ نیقیه «و به روح‌القدس» بیانگر این است که چندان به روح‌القدس توجه نمی‌شد. اما در سال‌های ۳۵۹–۳۶۰ آتاناسیوس ناگزیر شد به این موضوع بپردازد. در این زمان یک گروه گمنام مصری که تروپیکی‌ها۶ نامیده می‌شدند، الوهیت پسر را باور داشتند اما چنین تعلیم می‌دادند که روح‌القدس از نیستی خلق شده‌است. در واقع دیدگاه‌شان در مورد پسر، نیقیه‌ای بود اما در مورد روح‌القدس آریانی. آنان با اسقف خود، سراپیون۷ که طی نامه‌ای از آتاناسیوس راهنمایی خواسته بود، درافتاده بودند. آتاناسیوس نیز در مجموعه نامه‌هایی که «نامه‌هایی به سراپیون» نام گرفتند، به سراپیون پاسخ داد و در این نوشته‌ها، برای نخستین‌بار الهیاتی کاملاً مبتنی بر تثلیث را پایه ریخت و به‌شکلی مبسوط جایگاه و مقام روح‌القدس و پسر را مورد بررسی قرار داد. او در این نامه‌ها در مورد الوهیت روح‌القدس بحث می‌کند و توضیح می‌دهد که او پسر خدا نیست بلکه «از پدر صادر» شده‌است (یوحنا ۱۵:۲۶).